# نوكيا N95
يعدّ هاتف Nokia N95 من أحدث أجهزة الهواتف المحمولة المقدمة من شركة نوكيا كما أنه يتمتع
بنظام قوي في الاتصال متعدد الوسائط، كما أن الجهاز أيضا يتمتع بتصوير فيديو بجودة وضوح عالية قريبة من دي في دي، بكاميرته 5 ميجابكسل وأيضا يمكن توصيل الجهاز لعرضه بجهاز التلفاز.
ومن مميزات الجهاز أيضا : أنه يحتوي على نظام الاتصال لاسلكي(WLAN)الذي يدعم تصفح الإنترنت وأيضا
بسرعة عالية، كما أن الجهاز بإمكانه إجراء مكالمة بالصورة والصوت وبجودة عالية. ويحوي مستقبل إشارات نظام التموضع العالمي لتحديد المواقع عبر الأقمار الصناعية.
حصل هاتف نوكيا N95 على جائزة ثالث أفضل جهاز إلكترونى في العالم لعام 2008 بعد المزايا التي قدمتها نوكيا